# Antonio Salandra
Antonio Salandra (né à Troia le 13 août 1853, mort à Rome le 9 décembre 1931) est un homme politique italien qui est président du conseil du 21 mars 1914 au 18 juin 1916.

## Biographie
Antonio Salandra réalise des études de droit et de littérature à l'université de Naples, il enseigne à partir de 1879 la législature administrative et financière à l'université de Rome  et publie de nombreux travaux juridiques.
Conservateur et libéral, il est élu pour la première fois en 1886 à la Chambre des députés du royaume (XVIe législature) dans la circonscription de Foggia et est réélu jusqu'à la XVIIe législature.
En 1891, il est sous-secrétaire aux Finances dans le gouvernement di Rudinì I, puis dans les gouvernements Crispi III et IV jusqu'en 1896. Il devient ministre de l'Agriculture, de l'Industrie et du Commerce dans le gouvernement Pelloux II de 1899 à 1900.
En 1901, il fonde, avec l'ancien ministre (de l'époque) Sidney Sonnino, un nouveau quotidien à Rome de courant politique libérale : Il Giornale d'Italia. Il revient au gouvernement en 1906 dans les 1er et 2ème gouvernements Sonnino en tant que ministre des Finances puis du Trésor.

### Président du Conseil
Il devient premier ministre après la chute du gouvernement de Giovanni Giolitti le 29 mars 1914, choisi par Giolitti qui préside la majorité au parlement. Salandra se détache rapidement de Giolitti sur la question de la participation à la Première Guerre mondiale. Alors que Giolitti se déclare favorable à la neutralité, Salandra et son ministre des affaires étrangères Sidney Sonnino soutiennent l'intervention aux côtés de la  Triple-Entente. À Rome, le 3 mai, Antonio Salandra dénonce la Triplice, traité de 1882 avec l'Autriche-Hongrie et l'Allemagne, en vue de préparer l'entrée en guerre de l'Italie. Le Parlement, qui n'a pas été consulté, s'insurge et renverse le gouvernement[réf. nécessaire]. Le roi Victor-Emmanuel III, qui est favorable à l'intervention, rappelle Salandra et déclare la guerre à l'Autriche-Hongrie et à l'Allemagne.
Salandra pense que l'entrée en guerre au côté de l'Entente mènera à une victoire rapide mais dans les faits rien ne change, et la première année de guerre de l'Italie est marquée par peu de succès et d'énormes dettes. La guerre est coûteuse et, comme les revenus sont insuffisants, le coût énorme est payé par des dettes. D'abord par l'ouverture d'une dette publique d'environ 20 milliards de lires et ensuite par des emprunts à l'étranger, à la Grande-Bretagne (pour un montant de 611 millions de livres) et aux États-Unis (pour un montant de 1 648 millions de dollars).
À la suite  de ces erreurs, sous prétexte d'une offensive autrichienne qui est réussie sur le Trentin, le 18 juin 1916, Salandra est mis en minorité au Parlement et est obligé de démissionner.
Pendant ses deux gouvernements, il fut également ministre de l'Intérieur et, pendant de brèves périodes, des Affaires étrangères et de la Marine.
Après la Première Guerre mondiale, il est délégué à la conférence de Paris, puis représentant de l'Italie à Genève. Salandra se positionne à droite et soutient l'accès au pouvoir de Benito Mussolini en 1922, il est d'ailleurs présent sur le listone, liste du parti national fasciste et élu député lors des élections du 6 avril 1924.Il est président de la commission du budget jusqu'en 1925. Il est ensuite nommé sénateur du royaume d'Italie en 1928, jusqu'à sa mort.
Il est décédé en 1931; il repose dans la tombe familiale au cimetière de Troia (Italie).
Ses journaux intimes, heureusement retrouvés par le bibliothécaire de Lucera, sont aujourd'hui conservés à la bibliothèque "Ruggero Bonghi" de Lucera, sa circonscription électorale.

### Carrière civile
- Professeur titulaire de droit administratif et de science de l'administration à l'université de Rome (1902)
- Doyen de la faculté de droit de l'université de Rome (1906-1910) (1915-1925)

### Activités académiques
- Membre correspondant de l'Accademia dei Lincei (15 juillet 1904)
- Membre national de l'Accademia dei Lincei (26 août 1907)
- Membre titulaire de l'Académie des sciences de Turin (22 décembre 1918)
- Membre correspondant de l'Accademia Pontaniana (8 février 1925)

### Carrières gouvernementales
- Sous-secrétaire d'Etat au Ministère des Finances (26 février 1891-25 avril 1892) (17 décembre 1893-21 juin 1894)
- Sous-secrétaire d'Etat au  Ministère du Trésor (21 juin 1894-10 mars 1896)
- Ministre de l'Agriculture, de l'Industrie et du Commerce (14 mai 1899-24 juin 1900)
- Ministre des Finances (8 février-27 mai 1906)
- Ministre du Trésor (11 décembre 1909-31 mars 1910)
- Président du Conseil des ministres (21 mars-5 novembre 1914) (5 novembre 1914-18 juin 1916)
- Ministre des Affaires étrangères "ad interim" (17 octobre-5 novembre 1914)
- Ministre de l'Intérieur (21 mars-5 novembre 1914) (5 novembre 1914-18 juin 1916)
- Ministre de la Marine "ad interim" (24-30 septembre 1915)

### Commissions sénatoriales
- Membre de la Commission de l'arrêt de la Haute Cour de justice (27 décembre 1929-9 décembre 1931)

## Œuvres
- (it) Il divorzio in Italia, Rome, Forzani e C., 1882.
- (it) Codice della giustizia amministrativa, Turin, Unione tipografico-editrice, 1893.
- (it) La giustizia amministrativa nei governi liberi, Turin, Unione tipografico-editrice, 1904.
- (it) La politica nazionale e il Partito liberale, Milan, Treves, 1912.
- (it) Corso di diritto amministrativo, Rome, Athenaeum, 1915.
- (it) Politica e legislazione. Saggi, Bari, Laterza & Figli, 1915.
- (it) I discorsi della guerra. Con alcune note, Milan, Treves, 1922.
- (it) La neutralità italiana, 1914. Ricordi e pensieri, Milan, Mondadori, 1928.
- (it) L'intervento. 1915. Ricordi e pensieri, Milan, Mondadori, 1930.
- (it) Benemerenze e direttive del partito liberale, Lucera, Scepi, 1944.
- (it) Memorie politiche. 1916-1925, Milan, Garzanti, 1951; Reggio Calabria, Parallelo 38, 1975.
- (it) Il diario di Salandra, Milan, Pan, 1969.
- (it) Discorsi parlamentari, 3 voll., Rome, C. Colombo, 1969.
- (it) I retroscena di Versailles, Milan, Pan, 1971.

## Distinctions honorifiques
- Chevalier de l'ordre suprême de la Très Sainte Annonciade - 1914
- Chevalier grand-croix de l'ordre des Saints-Maurice-et-Lazare - 1914
- Chevalier grand-croix de l'ordre de la Couronne d'Italie - 1914

## Source
- (it) Cet article est partiellement ou en totalité issu de l’article de Wikipédia en italien intitulé « Antonio Salandra » (voir la liste des auteurs).